# Іріс Вальдгубер
Іріс Вальдгубер (нім. Iris Waldhuber нар. 2 липня 1987  Шладмінг, Австрія) — австрійська біатлоністка, учасниця етапів кубків світу та чемпіонатів світу з біатлону.

## Виступи на чемпіонатах світу
| Рік  | Місце проведення     | Інд | Спр | Пр | МС | Ест | ЗМ |
| 2009 | Пхьончхан            | 64  | 47  | 51 |    |     |    |
| 2011 | Ханти-Мансійськ      | 32  | 77  |    |    |     | 7  |
| 2012 | Рупольдінг           | 32  | 64  |    |    | 16  | 21 |
| 2013 | Нове Место-на-Мораві | 24  | 30  | 33 |    | 19  | 17 |

## Кар'єра в Кубку світу
- Дебют в кубку світу — 29 листопада 2007 року в індивідуальній гонці в Контіолахті — 66 місце.
- Перше попадання в залікову зону — 9 березня 2011 року в індивідуальній гонці в Ханти-Мансійську — 32 місце.

## Загальний залік в Кубку світу
- 2010–2011 — 89-е місце (9 очок)
- 2011–2012 — 84-е місце (9 очок)
- 2012–2013 — 42-е місце (124 очки)

## Статистика стрільби
| № п/п | Сезон     | Загальна        | Індивідуальна гонка | Спринт        | Гонка переслідування | Мас-старт  | Естафета      |
| ----- | --------- | --------------- | ------------------- | ------------- | -------------------- | ---------- | ------------- |
| 1     | 2007-2008 | 80,0% (88/110)  | 82,5% (33/40)       | 74,0% (37/50) | 90,0% (18/20)        | 0,0% (0/0) | 0,0% (0/0)    |
| 2     | 2008-2009 | 83,1% (108/130) | 85,0% (51/60)       | 86,0% (43/50) | 70,0% (14/20)        | 0,0% (0/0) | 0,0% (0/0)    |
| 3     | 2009-2010 | 85,6% (113/132) | 93,3% (56/60)       | 74,0% (37/50) | 0,0% (0/0)           | 0,0% (0/0) | 90,9% (20/22) |
| 4     | 2010-2011 | 76,8% (73/95)   | 82,5% (33/40)       | 66,7% (20/30) | 0,0% (0/0)           | 0,0% (0/0) | 80,0% (20/25) |
| 5     | 2011-2012 | 85,0% (159/187) | 80,0% (32/40)       | 90,0% (54/60) | 82,5% (33/40)        | 0,0% (0/0) | 85,1% (40/47) |
| 6     | 2012-2013 | 90,1% (256/284) | 95,0% (38/40)       | 92,2% (83/90) | 85,0% (85/100)       | 0,0% (0/0) | 92,6% (50/54) |